# Alternativmedicin

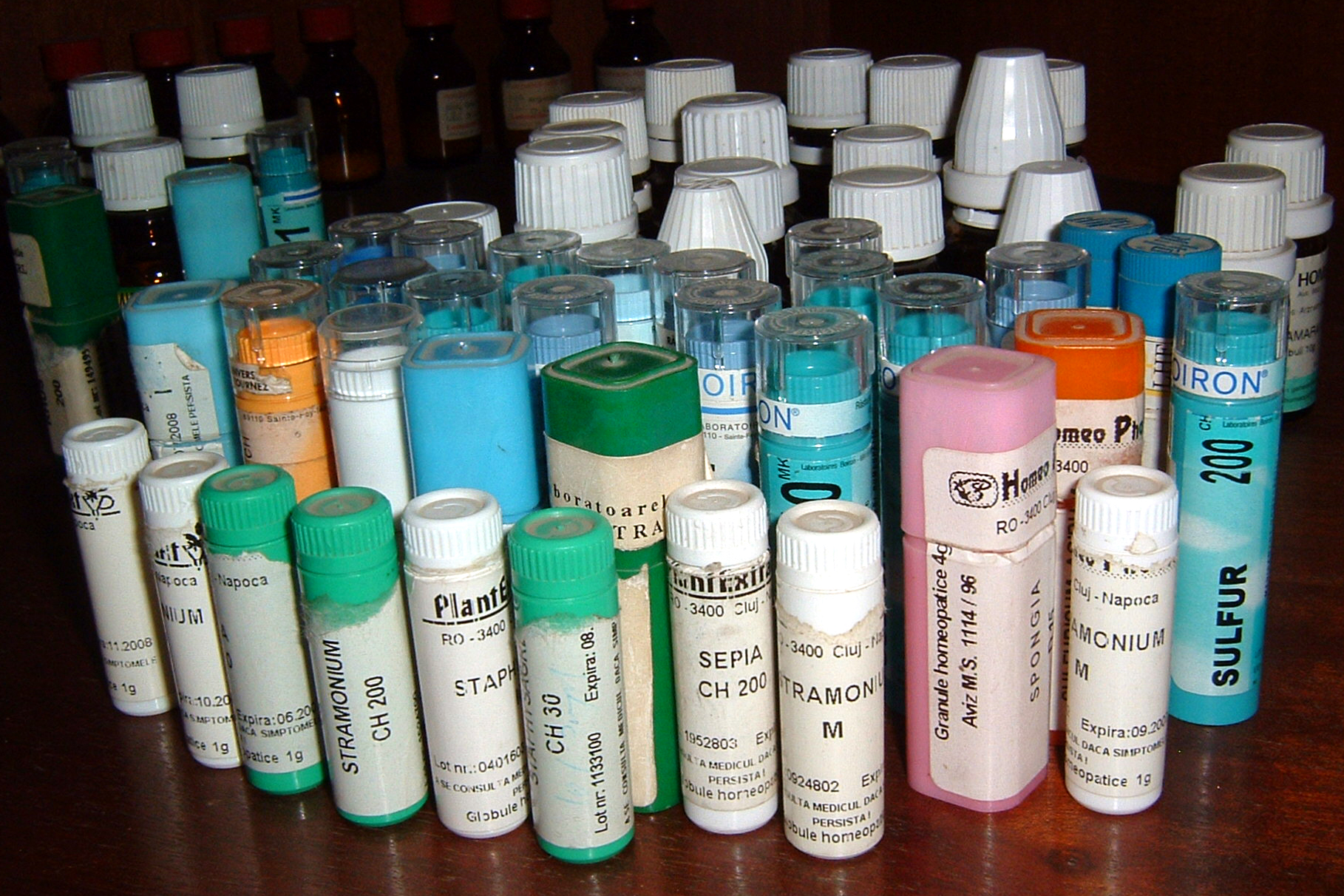
Homeopatisk alternativmedicin.

Alternativmedicin, även kallad komplementärmedicin, är ett samlingsbegrepp för behandlingar av åkommor och sjukdomstillstånd som inte har prövats vetenskapligt enligt de regler som gäller behandlingar i den etablerade hälso- och sjukvården. De har inte prövats vetenskapligt och fastslagits vara overksamma (samma grad av verkan som placebo) eller skadliga.
Begreppet alternativmedicin introducerades i mitten av 1970-talet i Sverige. Det blev en samlande beteckning för behandlingar som bland annat tidigare gick under beteckningen kvacksalveri, bland annat naprapati, naturläkemedel samt akupunktur och kiropraktik.

## Reglering av alternativmedicin

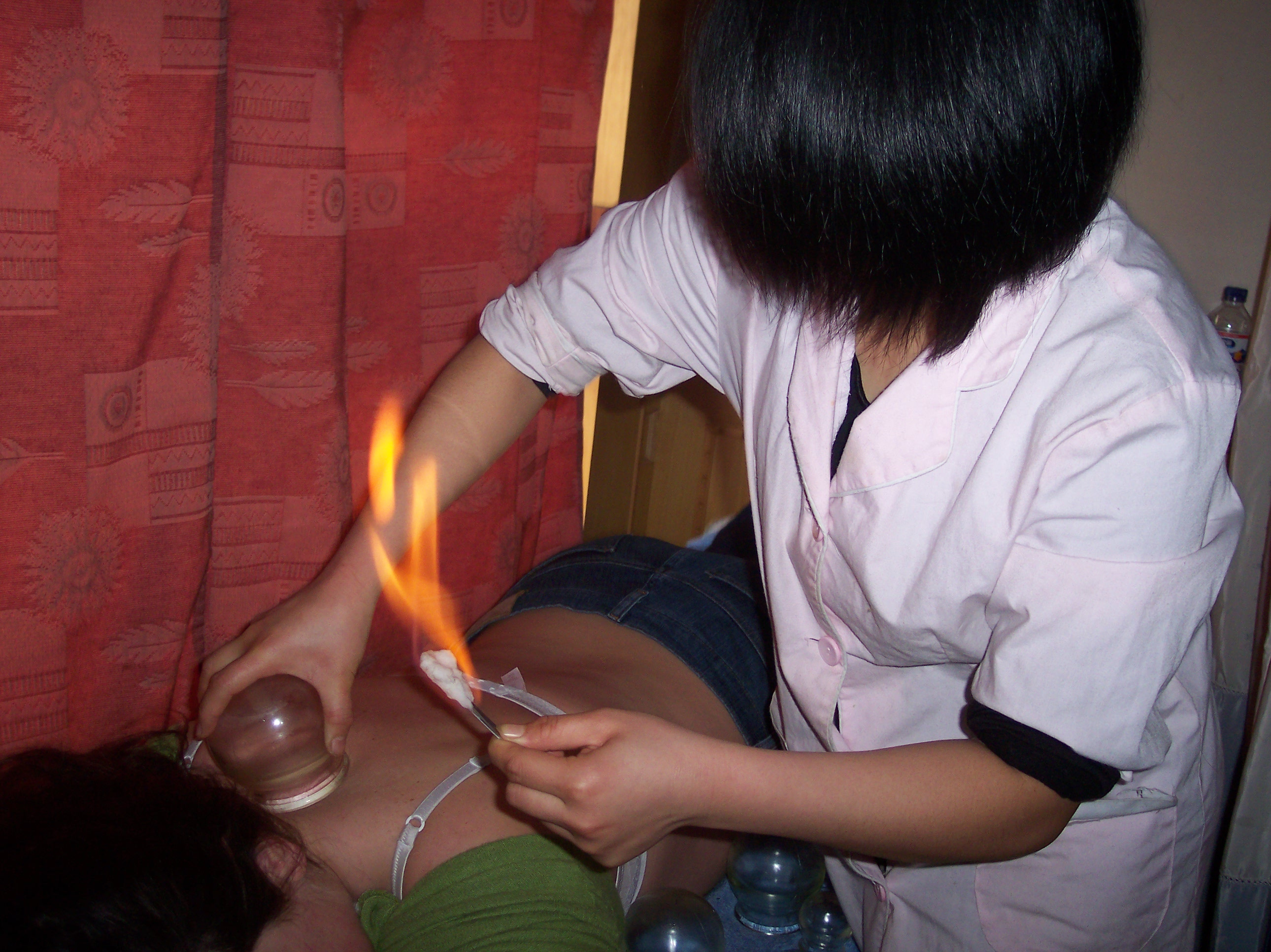
Koppning

### Sverige
I Sverige finns det genom kapitel 5 i Patientsäkerhetslagen ett uttryckligt lagförbud för andra än legitimerad hälso- och sjukvårdspersonal att försöka behandla allvarliga diagnoser såsom cancersjukdom, epilepsi och diabetes samt sjukliga tillstånd i samband med graviditet och förlossning. Sjukvård måste i Sverige bedrivas enligt vetenskap och beprövad erfarenhet. Kapitel 5 har ibland kallats "Kvacksalverilagen".
En branschorganisation för alternativ medicin, KAM, har under ett antal år arbetat med frivillig certifiering av utbildningar för terapeuter och har som långsiktigt mål att få dessa godkända av myndigheterna.
Det finns flera exempel där legitimerad vårdpersonal som efter använt alternativmedicinska metoder förlorat sina legitimationer eller blivit varnade. Däremot kan metoder som i vetenskapliga studier visat sig verksamma inlemmas i sjukvården efter vederbörligt godkännande. Utländska utbildningar som är godkända av myndigheterna i andra EU-länder accepteras inte heller i Sverige.

### Europa
Inom EU finns det olika sätt att reglera sektorn på. I exempelvis Frankrike är flera alternativmedicinska terapier godkända av myndigheterna, men det är enbart läkare som får utöva dessa. I England har skolmedicinsk sjukvårdspersonal rätt att utföra alternativmedicinska behandlingar.

## Patienter
Många som använder alternativmedicin saknar tilltro till skolmedicinen, eller ser alternativmedicin som ett komplement. Detta innebär att patienterna själva måste bedöma behandlingen i varje enskilt fall då det saknas myndighetskontroll. Det finns inga garantier vare sig för att behandlingen faktiskt är verksam eller att den inte gör skada (direkt eller indirekt genom utebliven, verksam behandling).

## Forskning
Under senare år har en del alternativmedicinska metoder undersökts, däribland vid Karolinska Institutet i Sverige. Det finns ett antal vetenskapliga studier som ger visst stöd för somliga effekter av exempelvis akupunktur och meditation. Vissa av dessa studier har senare blivit kritiserade, bland annat för att de inte till fullo tagit hänsyn till placeboeffekten. Inom en del medicinska områden har den statliga myndigheten SBU granskat den samlade vetenskapliga grunden för olika metoder och redovisat vilka forskningsstudier som har publicerats. Det gäller positiva och negativa effekter av såväl konventionella (så kallade skolmedicinska) metoder som av komplementärmedicinska metoder.

## Alternativmedicinkommittén (1989)
Den så kallade Alternativmedicinkommittén överlämnade 1989 sitt huvudbetänkande SOU 1989:60. Till betänkandet hör även bilagorna Hälsohem SOU 1989:61, Alternativa terapier i Sverige SOU 1989:62, samt Värdering av alternativmedicinska teknologier SOU 1989:63.

## KAM-utredningen (2019)
Kjell Asplund fick 2017 ett utredningsuppdrag gällande så kallad Komplementär och alternativ medicin som kommit att kallas KAM-utredningen (S 2017:05). I utredningsuppdraget talas det om ökat patientinflytande och patientsäkerhet inom annan vård och behandling än den som bedrivs inom den etablerade vården. SOU 2019:28
I ett delbetänkande anges att det behövs större kunskap kring KAM inom den konventionella vården och bland patienterna.
Ett slutbetänkande publicerades som SOU 2019:28 , och föreslår bl.a. en ny lag om begränsningar i rätten att yrkesmässigt utföra vård, ett generellt förbud mot att utreda och behandla allvarlig sjukdom, smittsamma sjukdomar, sjukdom hos barn och ungdomar eller i samband med graviditet, men symtomlindrande åtgärder vara tillåtna, dock inte kirurgi eller invasiva åtgärder.

## Alternativmedicinska metoder
| - Akupressur - Akupunktur - Alexander-tekniken - Analytisk trilogi - Antroposofisk medicin - Aromaterapi - Aston-massage - Auriculoterapi ("öronakupunktur") - Autogen träning - Avspänning - Ayurveda - Bachs blomstermedicin - Bildterapi - Bindvävsmassage - Bioenergiterapi | - Biologisk medicin - Biopati - Elektroterapi - Enderlein-metoden - Feldenkrais-metoden - Folkmedicin i Sverige - Frigörande andning - Färgterapi - Homeopati - Håranalys - Irisdiagnostik - Kerstin Lindes rörelseträning - Ki-träning - Kinesisk diagnostik - Kirlianfotografi - Kiropraktik | - Klassisk massage - Kneippkur - Komplementärmedicinsk kinesiologi - Koppning - Kraniosakralterapi - Laserterapi - Makrobiotik - Meditation - Mensendieck-träning - Moxibustion - Musikterapi - Muskulering - Naprapati - Osteopati - Primalterapi | - Pulsdiagnostik - Qigong - Radiestesi - Healing - Reconnective Healing - Reiki - Rolfing - Rosen-metoden - Shiatsu - Spädbarnsmassage - Tarmsköljning - Tibetansk medicin - Traditionell kinesisk medicin - Skrattyoga - Zonterapi - Örtmedicin |